# Старий Самбір (гміна)
Гміна Старий Самбір — колишня (1934—1939 рр.) сільська ґміна Самбірського повіту Львівського воєводства Польської республіки (1918—1939) рр. Центром ґміни було місто Старий Самбір, яке не входило до складу ґміни.

Ґміну Старий Самбір було створено 1 серпня 1934 р. у Самбірському повіті. До неї увійшли сільські громади: Бачина, Біліч, Кобло Старе, Мрозовіце, Созань, Стара Ропа, Страшевіце, Стжелбіце, Сушица Рикова, Торчиновіце, Торгановіце, Воля Коблянска, Воля Райнова, Волошинова.
  
У 1934 р. територія ґміни становила 194,83 км². Населення ґміни станом на 1931 рік становило 15 315 осіб. Налічувалось 2 656 житлових будинків. 

На початку Другої світової війни в першій середині вересня 1939 р. територія ґміни була зайнята німецькими військами, але відповідно до Пакту Молотова — Ріббентропа 26 вересня територія ґміни була передана СРСР. Ґміна ліквідована в 1940 р. у зв’язку з утворенням Старосамбірського району.